# Rougnac
Rougnac (Ronhac en limousin, dialecte occitan) est une commune du Sud-Ouest de la France, située dans le département de la Charente (région Nouvelle-Aquitaine).
Ses habitants sont les Rougnacois et les Rougnacoises, ou les Rougnaquais et les Rougnaquaises.

## Géographie

### Localisation et accès
Rougnac est commune du sud-est du département de la Charente, non loin de celui de la Dordogne. Cette commune du Pays d'Horte et Tardoire est située à 9 km au nord-est de Villebois-Lavalette et 20 km au sud-est d'Angoulême.
Rougnac est aussi à 7 km au sud-est de Dignac, 11 km au sud-ouest de Marthon, 18 km au sud-ouest de Montbron, 24 km à l'ouest de Nontron.
La commune est principalement desservie par la D 16, route départementale de Montmoreau à Confolens, qui passe par Villebois-Lavalette, Marthon et Montbron. La D 41 la relie aussi à Dignac, et la D 87 vers Angoulême. La D 939, route d'Angoulême à Périgueux, passe au sud-ouest de la commune.

### Hameaux et lieux-dits
La commune compte de nombreux hameaux : la Peige au nord, le Texier surplombant le bourg et Tillet à son pied, ainsi que Chante Grelet près de l'ancienne gare, Clédou à l'est qui a donné son nom à la forêt, la Pouyade et la Martinie au sud, le Châtenet, le château de Montchoix, Mas Millaguet, Cussac  à l'ouest, etc..

### Communes limitrophes
|                     | Sers    | Grassac  |
| Dignac              | Rougnac | Charras  |
| Gardes-le-Pontaroux | Édon    | Combiers |

### Géologie et relief
La commune occupe un terrain calcaire datant du Crétacé, qui s'étage du Coniacien au nord, au Santonien au sud.
Ce plateau est toutefois recouvert sur une grande moitié nord de la commune par des dépôts du Tertiaire, sous forme de sable argileux, galets quartzeux, silex. Ces zones pauvres sont situées en hauteur et souvent boisées en pin maritime et châtaignier. Les flancs des vallées (Manore) sont couverts par endroits de colluvions formés de la décomposition du calcaire,,.
Le relief de la commune est celui d'un plateau boisé d'une altitude dépassant parfois les  200 m. Le point culminant est à une altitude de 221 m, situé à l'ouest. Le point le plus bas est à 105 m, situé le long de la Manore en limite sud. Le bourg d'étage entre 150 et 217 m d'altitude.

### Hydrographie

#### Réseau hydrographique
La commune est située dans le bassin versant de la Charente et  le bassin de la Dordogne au sein du Bassin Adour-Garonne. La ligne de partage des eaux avec le bassin de la Charente passe dans le nord de la commune; c'est à peu près la D 34. Elle est drainée par la Manore et le Voultron et par divers petits cours d'eau, qui constituent un réseau hydrographique de 18 km de longueur totale,.
La commune est traversée par la Manore, descendant vers le sud et affluent de la Lizonne près de La Rochebeaucourt.
On trouve quelques retenues d'eau en amont du Repaire, comme l'étang Dudo, ou l'étang de Montchoix. Quelques fontaines sont à signaler, comme celles de la Bourgne et du Pinier au sud-ouest, celles des Pâtureaux, du Perry et de la Catie au sud-est, ou la fontaine de Lignauté au nord-ouest, ou du Bois de la Légère à l'ouest.

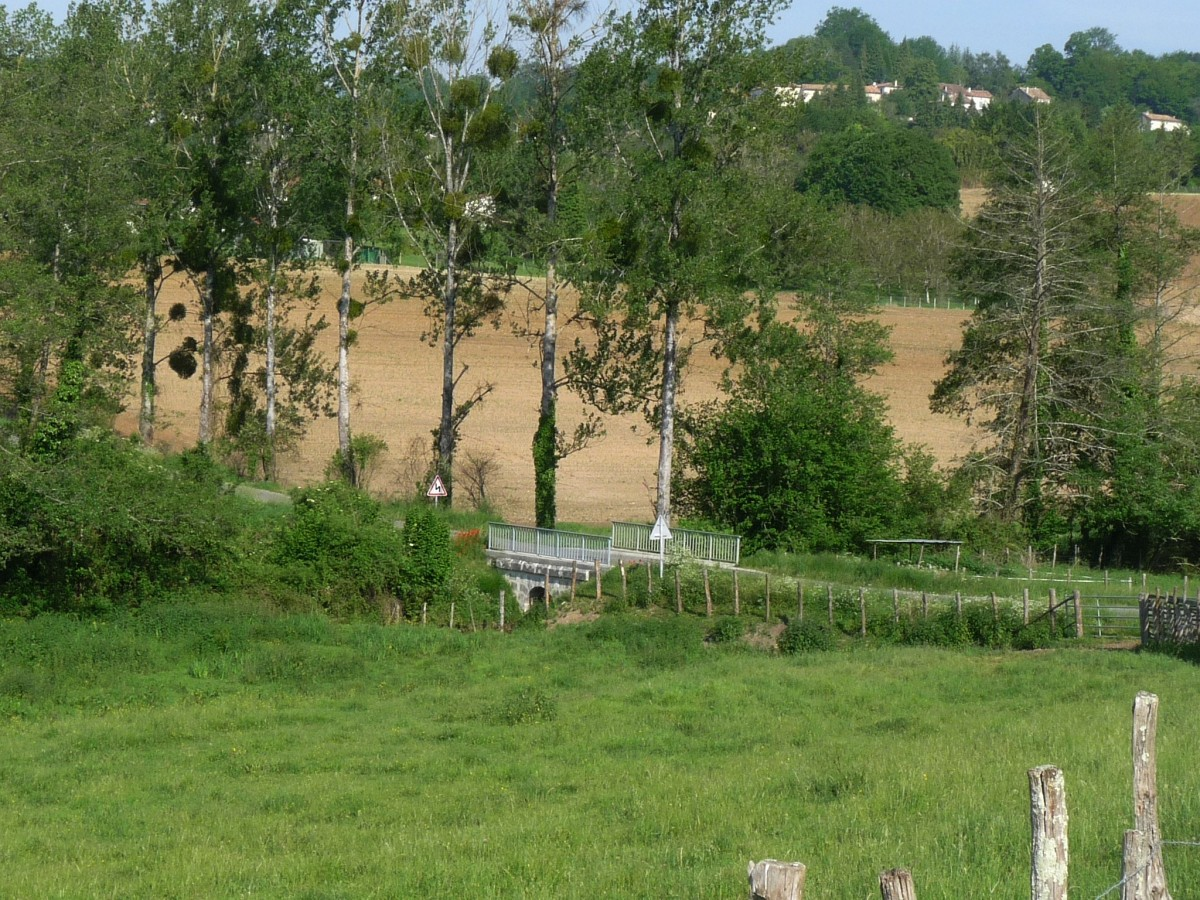
La Manore au pied du bourg.
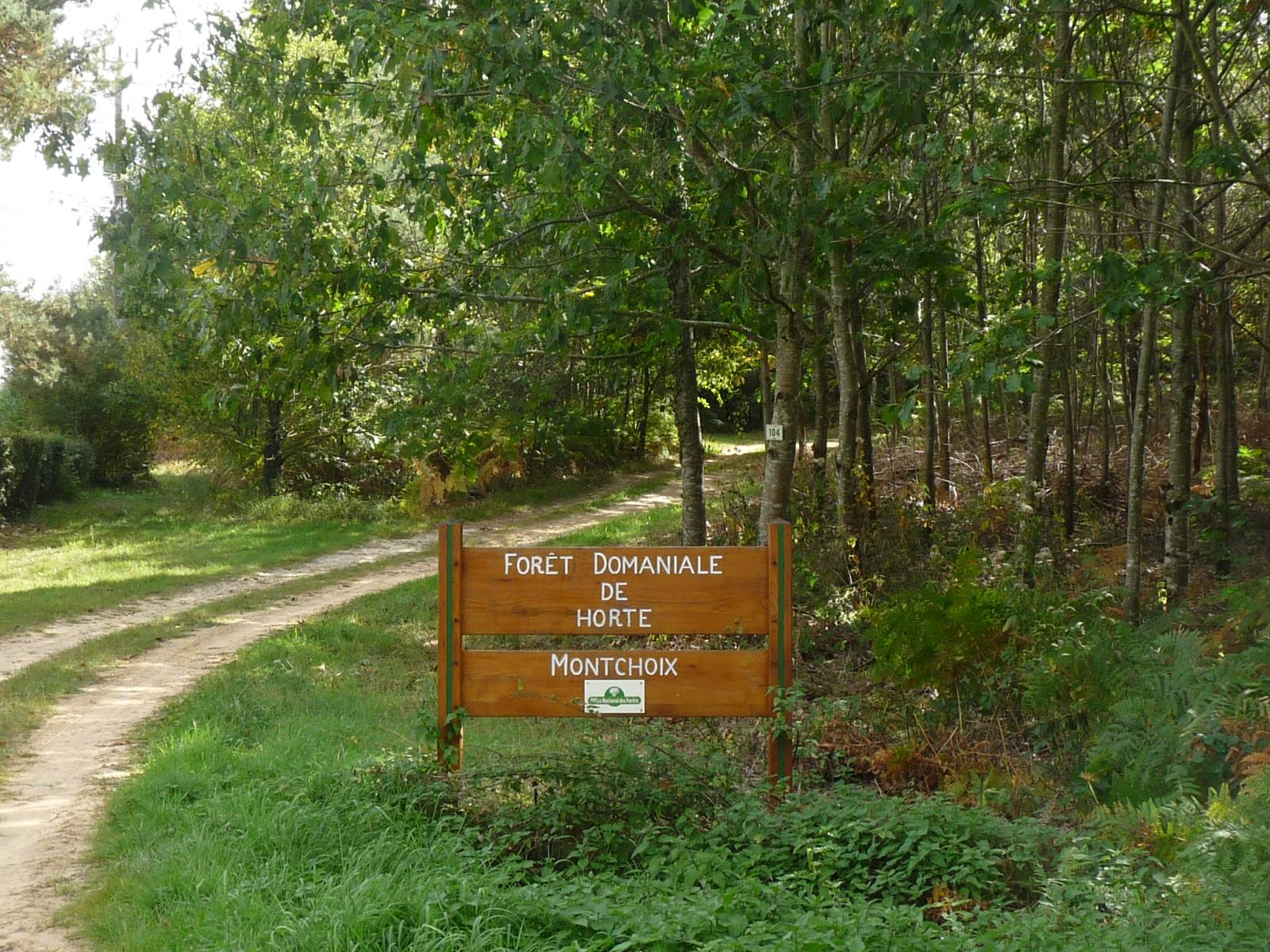
La forêt d'Horte entre Beaulieu et la D 87.
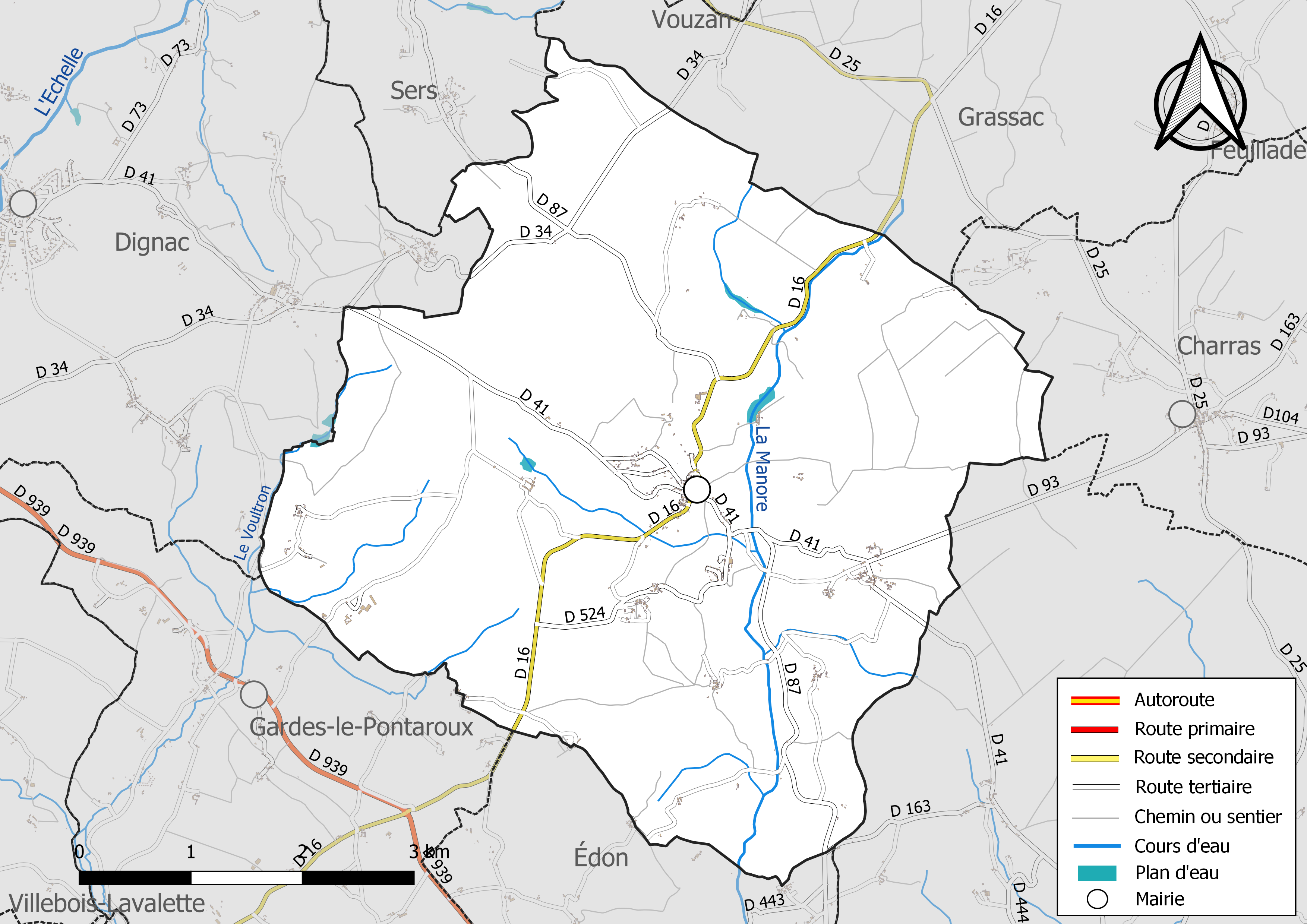
Réseaux hydrographique et routier de Rougnac

#### Gestion des eaux
Le territoire communal est couvert par les schémas d'aménagement et de gestion des eaux (SAGE) « Charente » et « Isle - Dronne ». Le SAGE « Charente», dont le territoire correspond au bassin de la Charente, d'une superficie de 9 300 km2, a été approuvé le 19 novembre 2019. La structure porteuse de l'élaboration et de la mise en œuvre est l'établissement public territorial de bassin Charente. Le SAGE « Isle - Dronne», dont le territoire regroupe les bassins versants de l'Isle et de la Dronne, d'une superficie de 7 500 km2, a été approuvé le 2 août 2021. La structure porteuse de l'élaboration et de la mise en œuvre est l'établissement public territorial de bassin de la Dordogne (EPIDOR). Ils définissent chacun sur leur territoire les objectifs généraux d’utilisation, de mise en valeur et de protection quantitative et qualitative des ressources en eau superficielle et souterraine, en respect des objectifs de qualité définis dans le troisième SDAGE  du Bassin Adour-Garonne qui couvre la période 2022-2027, approuvé le 10 mars 2022.

### Climat
Comme dans les trois quarts sud et ouest du département, le climat est océanique aquitain.

### Végétation
La commune est boisée dans sa quasi-totalité par la forêt d'Horte. Seuls le bourg et la vallée de la Manore sont dégagés, ainsi que quelques clairières (Clédou, Montchoix, Mas Millaguet).

## Urbanisme

### Typologie
Au 1er janvier 2024, Rougnac est catégorisée commune rurale à habitat très dispersé, selon la nouvelle grille communale de densité à 7 niveaux définie par l'Insee en 2022.
Elle est située hors unité urbaine. Par ailleurs la commune fait partie de l'aire d'attraction d'Angoulême, dont elle est une commune de la couronne,. Cette aire, qui regroupe 94 communes, est catégorisée dans les aires de 50 000 à moins de 200 000 habitants,.

### Occupation des sols
L'occupation des sols de la commune, telle qu'elle ressort de la base de données européenne d’occupation biophysique des sols Corine Land Cover (CLC), est marquée par l'importance des forêts et milieux semi-naturels (74,1 % en 2018), en diminution par rapport à 1990 (75,1 %). La répartition détaillée en 2018 est la suivante : 
forêts (69,1 %), zones agricoles hétérogènes (13,5 %), prairies (8,8 %), milieux à végétation arbustive et/ou herbacée (5,1 %), terres arables (3,5 %). L'évolution de l’occupation des sols de la commune et de ses infrastructures peut être observée sur les différentes représentations cartographiques du territoire : la carte de Cassini (XVIIIe siècle), la carte d'état-major (1820-1866) et les cartes ou photos aériennes de l'IGN pour la période actuelle (1950 à aujourd'hui).

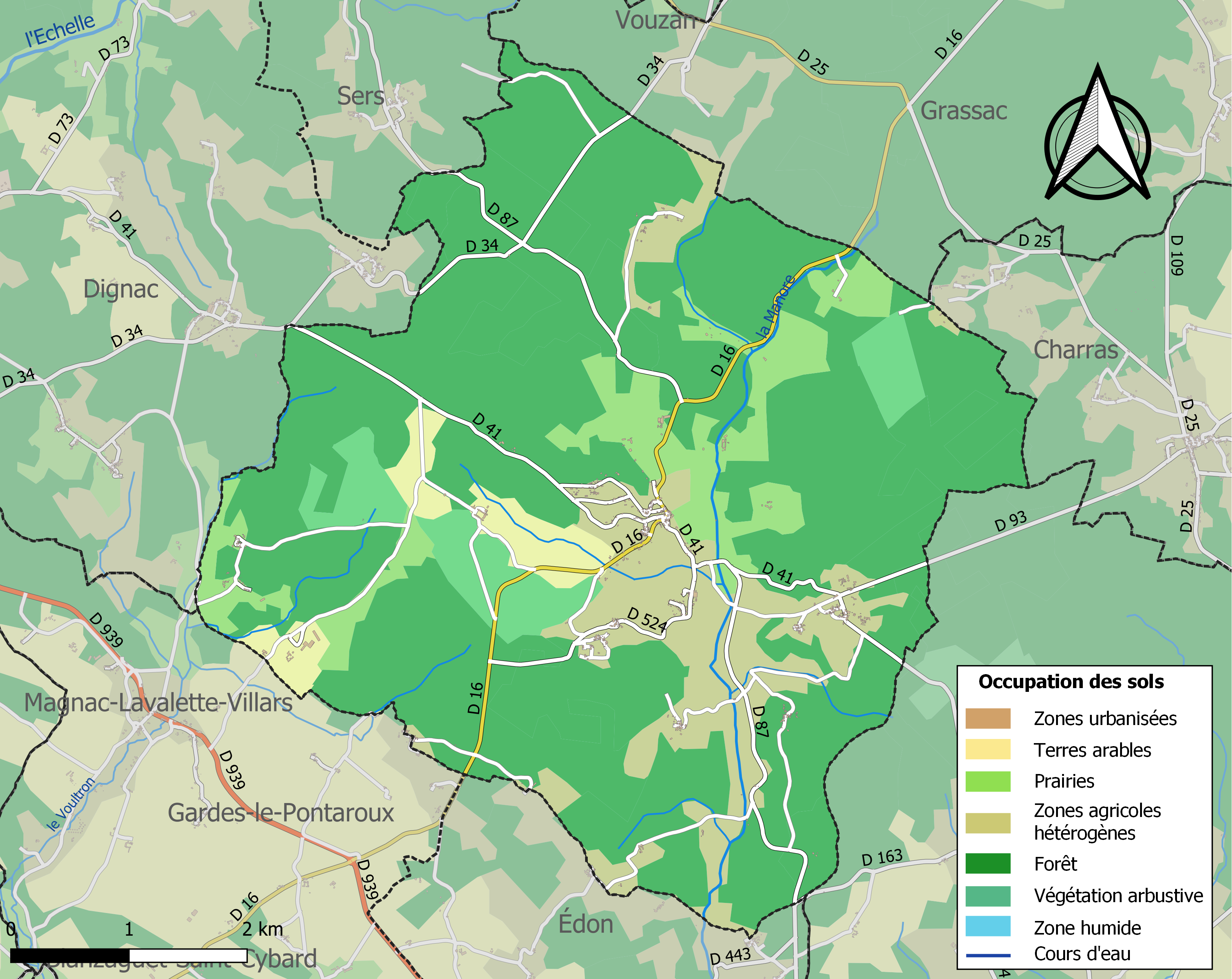
Carte des infrastructures et de l'occupation des sols de la commune en 2018 (CLC).

### Risques majeurs
Le territoire de la commune de Rougnac est vulnérable à différents aléas naturels : météorologiques (tempête, orage, neige, grand froid, canicule ou sécheresse) et séisme (sismicité faible). Il est également exposé à un risque technologique,  le transport de matières dangereuses. Un site publié par le BRGM permet d'évaluer simplement et rapidement les risques d'un bien localisé soit par son adresse soit par le numéro de sa parcelle.

#### Risques naturels

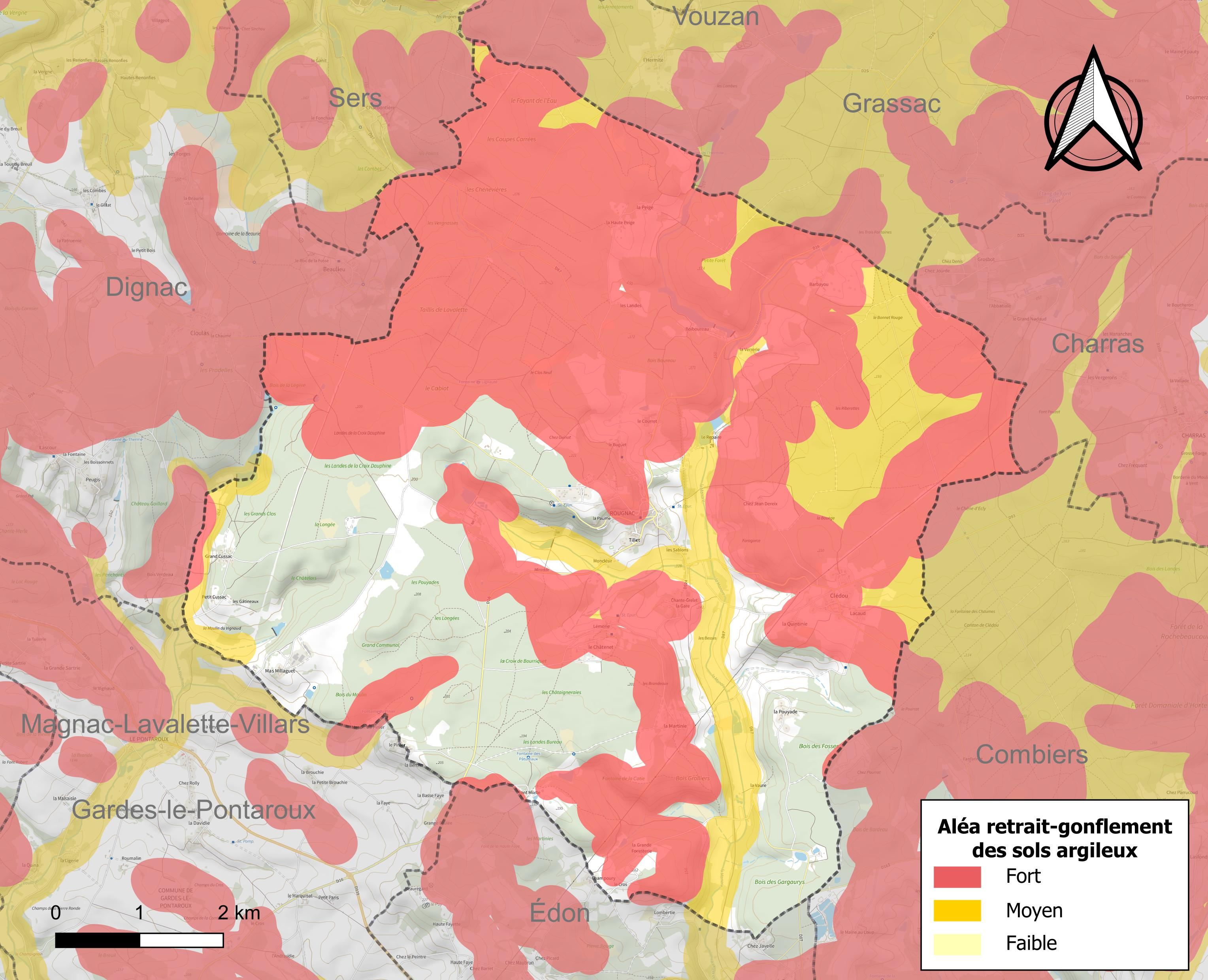
Carte des zones d'aléa retrait-gonflement des sols argileux de Rougnac.

Le retrait-gonflement des sols argileux est susceptible d'engendrer des dommages importants aux bâtiments en cas d’alternance de périodes de sécheresse et de pluie. 68,2 % de la superficie communale est en aléa moyen ou fort (67,4 % au niveau départemental et 48,5 % au niveau national). Sur les 280 bâtiments dénombrés sur la commune en 2019,  164 sont en aléa moyen ou fort, soit 59 %, à comparer aux 81 % au niveau départemental et 54 % au niveau national. Une cartographie de l'exposition du territoire national au retrait gonflement des sols argileux est disponible sur le site du BRGM,.
Par ailleurs, afin de mieux appréhender le risque d’affaissement de terrain, l'inventaire national des cavités souterraines permet de localiser celles situées sur la commune.
La commune a été reconnue en état de catastrophe naturelle au titre des dommages causés par les inondations et coulées de boue survenues en 1982, 1983 et 1999. Concernant les mouvements de terrains, la commune a été reconnue en état de catastrophe naturelle au titre des dommages causés par la sécheresse en 2003, 2005 et 2011 et par des mouvements de terrain en 1999.

#### Risques technologiques
Le risque de transport de matières dangereuses sur la commune est lié à sa traversée par une ou des infrastructures routières ou ferroviaires importantes ou la présence d'une canalisation de transport d'hydrocarbures. Un accident se produisant sur de telles infrastructures est susceptible d’avoir des effets graves sur les biens, les personnes ou l'environnement, selon la nature du matériau transporté. Des dispositions d’urbanisme peuvent être préconisées en conséquence.

## Toponymie
Une forme ancienne est Ronhaco au XIIIe siècle.
L'origine du nom de Rougnac remonterait à un nom de personne gallo-romain Rutenius issu du nom ethnique Rutenus (Rodez), ou Runnius, auquel est apposé le suffixe -acum, ce qui correspondrait à Ruteniacum ou Runniacum, « domaine de Runnius »,.

### Dialecte
La commune est dans la partie occitane de la Charente qui en occupe le tiers oriental, et le dialecte est limousin. 
Elle se nomme Ronhac en occitan.

## Histoire
La seigneurie du Repaire est connue depuis le XIIIe siècle. Le premier seigneur connu est Pierre Arnaud, sergent du comté d'Angoulême. Au milieu du XVe siècle, cette terre passe par alliance à la famille de Birac, puis deviendra en 1609 la propriété de la famille de Galard de Béarn, jusqu'à la Révolution. Puis par successions, elle passa à la famille de Vassoigne, puis à celle de Roffignac.
Monchoix était un domaine agricole modèle créé au milieu du XIXe siècle par Jean-Guillaume-Ernest Durantière (qui a été maire), et dirigé par sa veuve au début du XXe siècle. Il deviendra un préventorium pour enfants dans les années 1950, puis centre de convalescence (acheté par l'hôpital de Girac en 1992), avant de devenir un haras en 2010.
Dans la deuxième moitié du XIXe siècle et jusque dans les années 1950, comme de nombreuses communes des alentours, la principale industrie était encore la fabrication des cercles pour futailles à partir des perches de bois coupées dans les taillis de châtaigniers de  la commune.
Pendant la première moitié du XXe siècle, Rougnac possédait une gare sur la voie ferrée Angoulême-Périgueux par Ribérac aujourd'hui disparue, qui empruntait la vallée de la Manore.

## Administration
| Période  | Période   | Identité                  | Étiquette | Qualité              |
| -------- | --------- | ------------------------- | --------- | -------------------- |
| 1794     | nov. 1830 | François Vignaud          |           |                      |
| Fin 1830 | 1831      | Michel Vergnaud (intérim) |           |                      |
| 1831     | 1852      | Jean Forestas             |           |                      |
| 1852     | 1869      | Ernest Agard-Durantière   |           |                      |
| 1869     | 1871      | Pierre Gouguet            |           |                      |
| 1871     | 1874      | François Gouguet          |           |                      |
| 1874     | 1882      | René Jacques              |           |                      |
| 1882     | 1883      | Isidore Forestier         |           |                      |
| 1883     | 1891      | Pierre Auguste Lémerie    |           |                      |
| 1891     | avr. 1895 | Guillaume Forestier       |           |                      |
| 1895     | 1900      | Jean Dereix               |           |                      |
| 1900     | 1935      | Albert Mothe              | Radical   | Conseiller général   |
| 1935     | 1945      | Clément Gaillard          |           |                      |
| 1945     | 1947      | Henri Léger               |           |                      |
| 1947     | 1953      | Henri Chaumette           |           |                      |
| 1953     | 1970      | Lucien Dufraisse          |           |                      |
| 1970     | oct. 1989 | Henri Laforge             |           |                      |
| 1989     | 1995      | Jean-Alfred Gélineau      |           |                      |
| 1995     | 2008      | Dany Glangetas            |           |                      |
| 2008     | 2014      | Pierre-Henri Auxire       | SE        | Directeur des ventes |
| 2014     | 2020      | Marylise Vella-Frugier    | SE        | Enseignante          |
| 2020     | En cours  | Cyrille Guédon            |           |                      |

## Démographie

### Évolution démographique
L'évolution du nombre d'habitants est connue à travers les recensements de la population effectués dans la commune depuis 1793. Pour les communes de moins de 10 000 habitants, une enquête de recensement portant sur toute la population est réalisée tous les cinq ans, les populations de référence des années intermédiaires étant quant à elles estimées par interpolation ou extrapolation. Pour la commune, le premier recensement exhaustif entrant dans le cadre du nouveau dispositif a été réalisé en 2005.

En 2022, la commune comptait 398 habitants, en évolution de −2,21 % par rapport à 2016 (Charente : −0,48 %, France hors Mayotte : +2,11 %).
| 1793  | 1800  | 1806  | 1821 | 1831  | 1841  | 1846  | 1851  | 1856  |
| ----- | ----- | ----- | ---- | ----- | ----- | ----- | ----- | ----- |
| 1 003 | 1 060 | 1 077 | 964  | 1 064 | 1 121 | 1 083 | 1 123 | 1 042 |

| 1861  | 1866  | 1872 | 1876 | 1881 | 1886 | 1891 | 1896 | 1901 |
| ----- | ----- | ---- | ---- | ---- | ---- | ---- | ---- | ---- |
| 1 017 | 1 041 | 932  | 908  | 822  | 830  | 786  | 780  | 709  |

| 1906 | 1911 | 1921 | 1926 | 1931 | 1936 | 1946 | 1954 | 1962 |
| ---- | ---- | ---- | ---- | ---- | ---- | ---- | ---- | ---- |
| 708  | 672  | 670  | 642  | 620  | 610  | 676  | 622  | 467  |

| 1968 | 1975 | 1982 | 1990 | 1999 | 2005 | 2006 | 2010 | 2015 |
| ---- | ---- | ---- | ---- | ---- | ---- | ---- | ---- | ---- |
| 392  | 370  | 437  | 529  | 547  | 511  | 521  | 441  | 410  |

| 2020 | 2022 | - | - | - | - | - | - | - |
| ---- | ---- | - | - | - | - | - | - | - |
| 406  | 398  | - | - | - | - | - | - | - |

### Pyramide des âges
La population de la commune est relativement âgée.
En 2018, le taux de personnes d'un âge inférieur à 30 ans s'élève à 23,4 %, soit en dessous de la moyenne départementale (30,2 %). À l'inverse, le taux de personnes d'âge supérieur à 60 ans est de 39,4 % la même année, alors qu'il est de 32,3 % au niveau départemental.
En 2018, la commune comptait 209 hommes pour 198 femmes, soit un taux de 51,35 % d'hommes, largement supérieur au taux départemental (48,41 %).
Les pyramides des âges de la commune et du département s'établissent comme suit.
| Hommes | Classe d’âge | Femmes |
| ------ | ------------ | ------ |
| 1,4    | 90 ou +      | 2,0    |
| 8,7    | 75-89 ans    | 11,6   |
| 26,9   | 60-74 ans    | 28,3   |
| 20,2   | 45-59 ans    | 18,7   |
| 20,7   | 30-44 ans    | 14,6   |
| 9,6    | 15-29 ans    | 9,6    |
| 12,5   | 0-14 ans     | 15,2   |

| Hommes | Classe d’âge | Femmes |
| ------ | ------------ | ------ |
| 1      | 90 ou +      | 2,7    |
| 9,2    | 75-89 ans    | 12     |
| 20,6   | 60-74 ans    | 21,3   |
| 20,7   | 45-59 ans    | 20,3   |
| 16,8   | 30-44 ans    | 16     |
| 15,6   | 15-29 ans    | 13,4   |
| 16,1   | 0-14 ans     | 14,3   |

## Économie

### Agriculture
Rougnac est un des derniers villages de France où s'exerce le métier de cerclier, métier d'artisanat consistant en la fabrication de cercles en bois de châtaignier pour les tonneaux.
La viticulture occupe une petite partie de l'activité agricole. La commune est située dans les Bons Bois, dans la zone d'appellation d'origine contrôlée du cognac.

## Équipements, services et vie locale

### Enseignement
L'école publique est un regroupement pédagogique intercommunal entre Charras, Grassac et Rougnac. Rougnac accueille l'école primaire, et Charras et Grassac les écoles élémentaires. L'école de Rougnac possède deux classes. Le secteur du collège est Villebois-Lavalette.

## Lieux et monuments

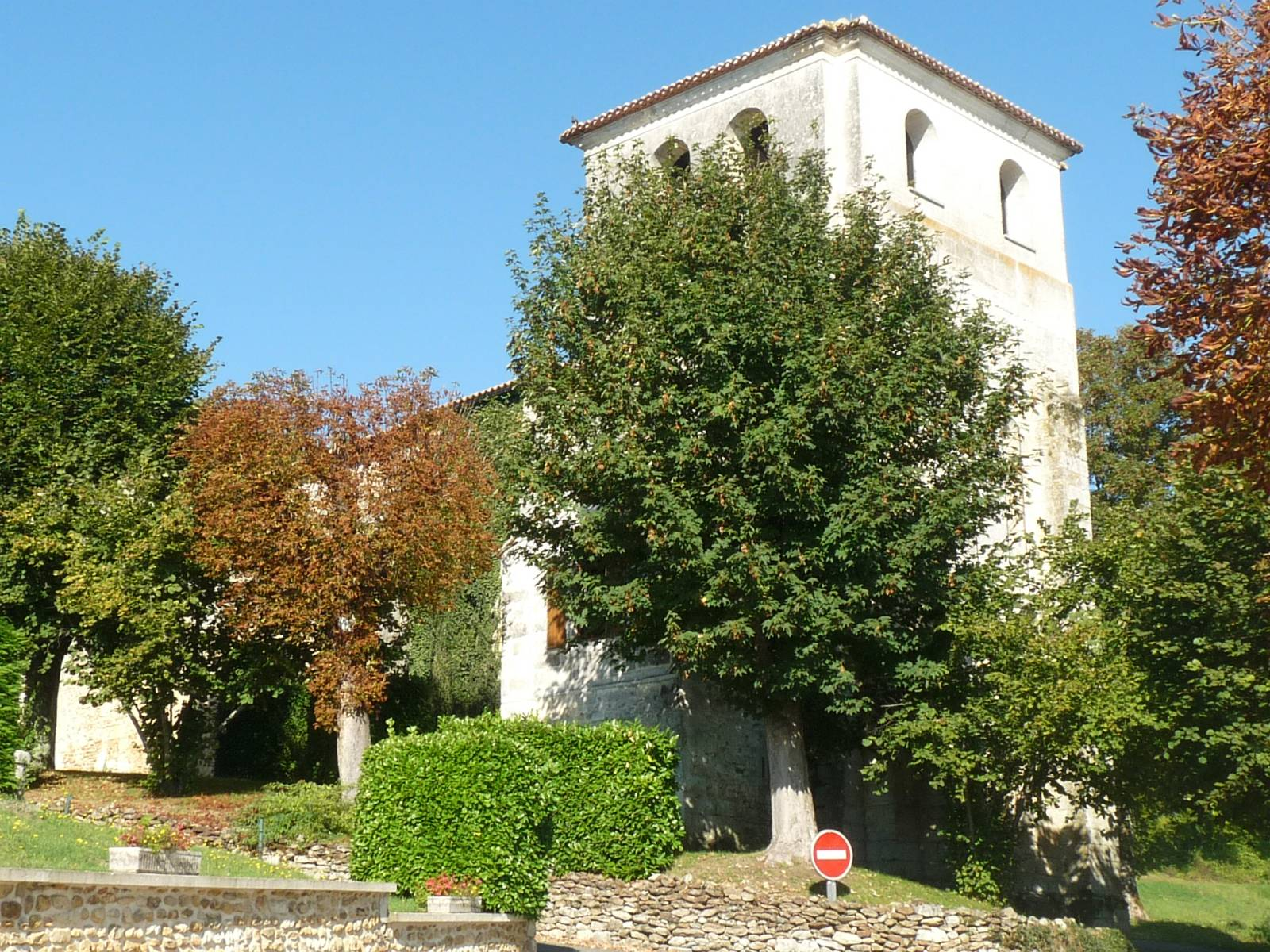
L'église Saint-Pierre.

L'église paroissiale Saint-Pierre est un édifice d'origine pré-romane dont la nef comprend un voûtement et une travée d'avant-chœur du XIIe siècle. Vers la fin du Moyen Âge elle a été agrandie vers l'ouest puis un clocher a été construit sur le chœur, avec une voûte à quatre branches d'ogives et deux liernes chanfreinées, sans doute du XVe siècle, et restauré au XIXe siècle. Une vaste crypte de plan rectangulaire, recouverte d'un berceau surbaissé et agrandie au XVe siècle, servait de lieu de sépulture aux seigneurs du Repaire. L'église est inscrite aux monuments historiques depuis 2001.

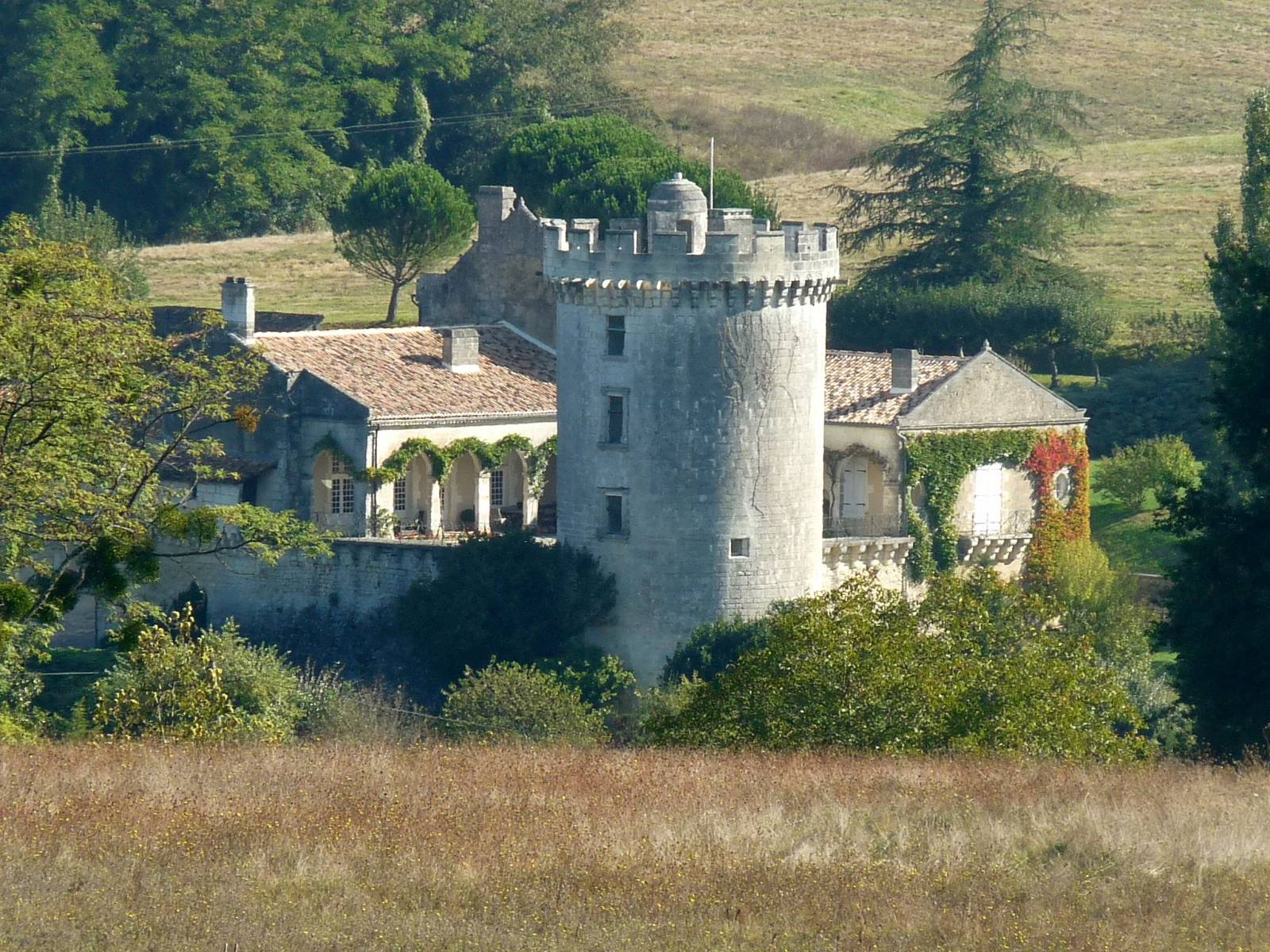
Château du Repaire.

Le château du Repaire dont la construction a débuté au XIIe siècle est un château  médiéval dont les propriétaires sont connus depuis le règne de Louis IX. Le châtelet d'entrée et une partie du logis datent du XVe siècle, le donjon circulaire et son décor de la fin du XVIe siècle alors que le logis est du XVIIIe siècle et que les communs ont été transformés au XIXe siècle. Il a été inscrit partiellement monument historique le 14 avril 1997.

## Personnalités liées à la commune
- Armand Vergeaud (1876-1949), peintre orientaliste. Nombreuses œuvres exposées aux musées d'Angoulême et de Périgueux. Fresque monumentale représentant l'agriculture, l'industrie et le commerce de la Charente dans le hall d'entrée qui porte son nom à la CCI d'Angoulême. Directeur de l'École des beaux-arts de Tunis ; peintre très coté en Tunisie pour ses nombreuses œuvres sur ce pays. Il s'est retiré à Rougnac.
- Émile Peyronnet (1872-1956), sculpteur charentais né à Rougnac, connu pour la réalisation de nombreux monuments aux morts[40]. Sa sœur Éva a épousé Armand Vergeaud.